# 长岭天文台
长岭天文台，旧址位于中国吉林省珲春市板石镇长岭子山口，是俄国设立的天文台，后成为根据《中俄珲春东界约》第七款设立的中俄边界第八记号，并立铜柱为标识。

## 简介
长岭天文台位于今珲春市区东南20公里的长岭子山口中俄边界上，西距长岭子通俄公路大约300米。长岭子山口是珲春岭最大的山口，也是从珲春市进入俄罗斯的主要通道。1869年，清廷在长岭子下石头河设“卡伦”。1883年，靖边军拨帮带官一员率兵驻守。1884年，俄国在此设立长岭天文台。
1885年6月8日，清朝光绪帝下谕，派会办北洋事宜大臣吴大澂会同珲春副都统依克唐阿重勘兴凯湖至图们江口段的中俄东部边界。他们的主要任务是在图们江补立土字牌，并收回黑顶子地方。1886年5月25日（光绪十二年四月二十二日），吴大澂与依克唐阿同俄国勘界大臣、东海滨省巡抚兼理军务将军巴拉诺夫，在俄国境内的岩杵河会谈，此即“岩杵河勘界会议”。中俄双方前后会谈8次，经历近四个半月结束。1886年10月16日，吴大澂从海参崴乘船返回天津，1886年10月29日进北京复命。
根据此次会谈中双方签订的《中俄珲春东界约》第七款，以俄国设立的长岭天文台为中俄边界第八记号。吴大澂鉴于此前从中国珲春到俄国岩杵河的要道长岭子口，即中俄交界第八记号处向来没有边界标志，故建议添立铜柱。巴拉诺夫同意。光绪十二年五月二十日（1886年6月21日），在今珲春市东南20公里的板石镇境内原长岭天文台旧址上，树立起一根“高十二尺一寸五分，宽三尺零三分”的铜柱，吴大澂在其上篆书4行58字：“光绪十二年四月都察院左副都御史吴大澂、珲春副都统依克唐阿奉命会勘中俄边界，既竣事，立此铜柱。铭曰：疆域有表国有维，此柱可立不可移。”铜柱是由中方自立，高4.15公尺，宽1.05公尺。设立该铜柱是吴大澂事先策划。1886年3月20月，吴大澂在从天津赴珲春经过吉林城时，“自书铜柱铭”交宋春鳌（字渤生）太守代为刻制。
光绪二十六年（1900年）俄国在庚子事变中侵略中国珲春时，将此铜柱盗走，并碎为两段，收藏在俄国哈巴罗夫斯克（伯力）博物馆。民国十三年（1924年）王世选、梅文昭编纂的《宁安县志》也记载，铜柱“竟为邻俄窃移伯利博物院中”。

## 纪念
1914年中华书局出版的《中华小说界》第一期刊登了希安居士《哀辽东》诗，中间有首提到：“铭柱吴公字不磨，方舆图籍费搜罗。归来莫说随轺事，博物门前忍再过。”诗下小注称：“光绪中叶，吴清卿中丞重勘中俄界碑，博考旁征，备搜载籍，筑天文台于长岭地方，立铜柱为识，铭曰：‘国有界兮地有维，山河可改兮此柱不可移。’庚子之役，多为俄人所毁灭，并致其柱于伯力博物院门首。闻之李兰舟观察所言。观察盖充俄使随员，而熟于俄事者也。”上文中虽多处有误，例如天文台并非吴大澂修筑而是俄国修筑，铜柱铭文和实际不一致，但记录了天文台的修建及铜柱的下落。
清朝俞樾《春在堂随笔》中称：“光绪十二年，吴清卿副宪大澂奉命勘定中俄边界，立铜柱识之。清卿为孝廉时，曾肄业紫阳书院，亦余门下士也。以铜柱拓本示余，余为仿秦刻石髓题之，其辞曰：‘皇帝在位十二年，海内大治，乃饬纪纲，乃定封界，以杜窥觊。惟俄与我，犬牙相错，奚取奚弃。乃命大臣，仗节出疆，厘定其地。壤土既定，无有华夷，中外咸利。立此铜柱，刻此铭词，昭示万世。’”
1920年，苏州振新书社发行《吴愙斋先生铜柱铭》石印本一册，珍藏者吴县吴万，鉴定者吴县邹章卿。此书共21页，封面题签徐镜寰，内封程德全题，正文是剪裱本铜柱铭10页，后附有叶昌炽、继格、江标、柯劭忞等十人的题跋。文中有“清卿大中丞命题”的字样，以及“愙斋尚书遗迹为公孙湖帆兄作”的字样，可见该册是吴大澂装裱并请人题跋，其孙吴湖帆收藏并石印。
吴大澂还曾依照铜柱的原柱式制墨作为模型，此墨为圆柱体，通体涂金。正面篆书阴识填蓝“铜柱”二字，左下端楷书阳识“徽州屯镇老胡开文造”九字。背面篆书阴识填蓝四行，即吴大澂所作铜柱铭文58字。顶楷书阳识“五石顶烟”四字，分立上下右左。除了“铜柱”及“徽州屯镇老胡开文造”、“五石顶烟”外，此墨背面篆书4行58字当为铜柱原型。